# Station Hammah
Station Hammah is een spoorwegstation in de Duitse plaats Hammah, in de deelstaat Nedersaksen. Het station ligt aan de spoorlijn Lehrte - Cuxhaven. Het station telt twee perronsporen. Op het station stoppen sinds 2018 alleen treinen van Start, een dochteronderneming van DB Regio.

## Treinverbindingen
De volgende treinserie doet station Hammah aan:
| Serie | Treinsoort               | Route                                                                              | Bijzonderheden |
| ----- | ------------------------ | ---------------------------------------------------------------------------------- | -------------- |
| RE 5  | Regional-Express (Start) | Hamburg Hbf – Hamburg-Harburg – Buxtehude – Stade – Hammah – Otterndorf – Cuxhaven |                |